# Fritz Kochan
Fritz Kochan (né le 22 février 1855 à Niedzwetzken (de), arrondissement d'Oletzko et mort le 3 mai 1913 à Königsberg) est un propriétaire de domaines et de briqueterie en Prusse-Orientale et député du Reichstag.

## Biographie
Kochan étudie au lycée de Lyck jusqu'en 1872, reçoit une formation agricole et travaille comme fonctionnaire agricole pendant plusieurs années. En 1885, il acquiert sa propre propriété à Klein Nuhr (de) dans l'arrondissement de Wehlau et en 1889 il reprend la propriété de son père à Niedzwetzken.
Le 14 avril 1910, en tant que candidat du Parti national-libéral, il remporte une élection partielle dans la 6e circonscription du district de Gumbinnen et est député du Reichstag jusqu'à la fin de la législature en 1912.